# Петерсон, Питер Джордж
Питер Джордж «Пит» Петерсон (англ. Peter George "Pete" Peterson; 5 июня 1926, Карни, Небраска, США — 20 марта 2018, Манхэттен, Нью-Йорк, США) — американский топ-менеджер, политик-республиканец, миллиардер, публицист и филантроп.

## Биография
Родился в семье греческих эмигрантов.
Окончил Северо-Западный университет (summa cum laude, 1947). В 1951 году получил степень МБА в бизнес-школе Чикагского университета.
С 1948 года работал в чикагской фирме Market Facts, занимающейся рыночными исследованиями. После получения магистерской степени занял там должность исполнительного вице-президента. С 1953 года работал в рекламном агентстве McCann Erickson. С 1958 года — исполнительный вице-президент Bell & Howell Corporation, с 1963 года — её глава и CEO, преемник Чарльза Перси, занимал эту должность до 1971 года. Также был директором в других корпорациях.
С 1971 года был помощником президента США Р. Никсона по международным экономическим вопросам.
В 1972—1973 годах — министр торговли США.
В 1973—1984 годах председатель и CEO Lehman Brothers. Возглавил её, когда та переживала трудные времена, показывая значительные операционные убытки на протяжении нескольких лет, и сумел привести её к рекордным прибылям в своей сфере.
В 1985 году совместно с Стивеном Шварцманом выступил сооснователем Blackstone Group, многолетним председателем которой затем являлся.
В 1985—2007 годах — председатель Совета по международным отношениям, затем почётный.
В 2000—2004 годах — председатель Федерального резервного банка Нью-Йорка.
Основатель фонда своего имени, учреждённого в 2008 году с одномиллиардным пожертвованием.
В 2006 году в его честь был назван Институт мировой экономики Петерсона, основателем-председателем которого он являлся, в знак признания его помощи.
Член Американской академии искусств и наук (2006).
Был удостоен почётных степеней университетов: Колгейтского, Джорджтаунского, Джорджа Вашингтона, Северо-Западного, Новой школы (Нью-Йорк), Небрасского, Рочестерского; а также Саутгемптон-колледжа Лонг-Айлендского ун-та.
Автор нескольких книг.
Был трижды женат. Супруга Джоан Ганз Куни — создательница детской телепрограммы «Улица Сезам».